# Тайдас
Тайдас (устар. Тай-Дас) — река в Северном районе Новосибирской области России. Устье реки находится в 450 км по правому берегу реки Тартас. Длина реки — 35 км.

## Данные водного реестра
По данным государственного водного реестра России относится к Иртышскому бассейновому округу, водохозяйственный участок реки — Омь, речной подбассейн реки — Омь. Речной бассейн реки — Иртыш.